# رولاند بوك
رولاند بوك (بالألمانية: Roland Bock)‏ هو مصارع محترف ألماني، ولد في 3 أغسطس 1944 في غايزلينغن آن در اشتايغه في ألمانيا.

## وصلات خارجية
- رولاند بوك على موقع IMDb (الإنجليزية)

- رولاند بوك على موقع قاعدة بيانات المصارعة الدولية (الإنجليزية)
- رولاند بوك على موقع WrestlingData.com (الإنجليزية)
- رولاند بوك على موقع CageMatch worker (الإنجليزية)
- رولاند بوك على موقع أوليمبيديا (الإنجليزية)